# Df (Unix)
A df ( disk free rövidítésből ered) egy standard Unix parancs, mely a szabad lemezterület összegzésére szolgál.
A df parancs először az AT&T UNIX első verziójában jelent meg.

## Használata
df [-aikPv] [-t fstype] [-x fstype] [--all] [--inodes] [--type=fstype] [--exclude-type=fstype] [--kilobytes] [--portability] [--print-type] [--help] [--version] [filename...]

## Leírása
A df program kijelzi az argumentumaiban megadott fájlokat tartalmazó fájlrendszerekben rendelkezésre álló lemezterületet. Argumentum nélkül az összes csatolt (mount-olt) fájlrendszer szabad területét adja meg. Alapértelmezés szerint a szabad területek 1K blokkokban értendők, kivéve, ha a POSIXLY_CORRECT környezeti változónak értéket adtunk. Ekkor 512 bájtos blokkok számítanak egységnek.
Amennyiben az argumentum egy lemezes eszköz abszolút fájlneve, amely csatolt (mount-olt) fájlrendszert tartalmaz, a df ezen fájlrendszer szabad területét adja meg, és nem az eszközfájlt tartalmazó fájlrendszerét. A df ezen változata nem mutatja meg a nem beillesztett fájlrendszerek szabad területét, mivel a legtöbb rendszeren ez nagyon átvihetetlen ismereteket igényelne a fájlrendszerek szerkezetéről.

## Opciók
- -a, --all

A 0 blokkot tartalmazó fájlrendszereket is listázza. (Ezeket alapértelmezés szerint elhanyagolja.) Az ilyen fájlrendszerek általában speciális célú ál-fájlrendszerek (pseudo-filesystems), mint pl. automatikusan beépülő fájlrendszerek bejegyzései. Néhány rendszeren az ``ignore illetve ``auto típusú fájlrendszereket is elhagyja alapértelmezés szerint. Ilyenkor is használható ez az opció.
- -i, --inodes

A blokk használat helyett az inode használati információkat listázza. Az inode (``index node) egy speciális fajta lemezblokk, amely a fájlról szóló információkat (tulajdonos, engedélyek, időbélyegek, a lemezen való elhelyezkedés) tárolja.
- -k, --kilobytes

Kilobájtokban (1024 bájt) adja meg az eredményt. Felülbírálja a POSIXLY_CORRECT környezeti változót.
- -P, --portability

A POSIX kimeneti formátumot használja. Ez olyan, mint az alapértelmezett formátum azzal a kivétellel, hogy minden fájlrendszerről pontosan egy sornyi információ íródik ki. Ez hosszú eszközfájl neveknél (pl. hálózati fájlrendszerek esetében) az oszlopok elcsúszásához vezethet.
- -T, --print-type

A fájlrendszerek típusát is megadja. Minden ilyen fájlrendszer-típus felhasználható a --type= vagy --exclude-type= opciók argumentumaként.
- -t, --type=fstype

Csak az fstype típusú fájlrendszereket listázza. Több típus is megadható a -t opció többszöri használatával. Alapértelmezés szerint minden típus listázásra kerül.
- -x, --exclude-type=fstype

Az fstype típusú fájlrendszereket nem listázza. Több típus is megadható a -x opció többszöri használatával. Alapértelmezés szerint minden típus listázásra kerül.
- -v

Figyelmen kívül hagyja. Csak a System V rendszerrel való kompatibilitást biztosítja.
- --help

Használati útmutatót ír a standard kimenetre, majd kilép.
- --version

A program verziójáról ír ki információt a standard kimenetre, majd kilép.

## Példa
```
$ df -k
Filesystem    1024-blocks      Free %Used    Iused %Iused Mounted on
/dev/hd4            32768     16016   52%     2271    14% /
/dev/hd2          4587520   1889420   59%    37791     4% /usr
/dev/hd9var         65536     12032   82%      518     4% /var
/dev/hd3           819200    637832   23%     1829     1% /tmp
/dev/hd1           524288    395848   25%      421     1% /home
/proc                   -         -    -         -     -  /proc
/dev/hd10opt        65536     26004   61%      654     4% /opt
```